# Jorge Manuel Theotocópuli
Jorge Manuel Theotocópuli (Toledo, 1578 – Toledo, 1631) è stato un pittore, scultore e architetto spagnolo.
Era il figlio naturale di El Greco. Fu educato da suo padre di cui fu allievo e valido collaboratore. 

## Biografia
Figlio naturale di El Greco e di Jerónima de las Cuevas apprese l'arte della pittura lavorando nell'atelier del padre, quindi, a partire dal 1603, collaborò ufficialmente con lui alla realizzazione della pala d'altare di Illescas.

Nello stesso anno Jorge sposò Alfonsa de los Morales, dalla quale ebbe un figlio nel 1604: Gabriel de los Morales. 
Solo nel 1607 iniziò a produrre delle opere proprie, come la pala di Titulcia, nella quale seguì ancora il manierismo del padre, distinguendosene però grazie ad uno stile tutto personale, sebbene la qualità dei suoi lavori sia rimasta sempre e comunque inferiore a quella del suo celebre genitore.
Il 31 marzo del 1614 El Greco nominò Jorge erede universale dei suoi beni e morì poco dopo, il 7 aprile. Jorge fece allora l'inventario dell'atelier, includendo le opere incompiute; ma nel 1621, quando si risposò, l'elenco dei suoi beni comprendeva dei quadri di El Greco che nel primo inventario non apparivano affatto!

Nel 1618 le suore del convento della chiesa di San Domenico in Antigua ruppero l'accordo siglato nel 1612 concernente la costruzione di una tomba di famiglia all'interno della chiesa e ottennero che i resti di El Greco e della prima moglie di Jorge venissero portati altrove. Jorge trasferì allora le due salme nel monastero di San Torquato. Questo monastero fu però distrutto nel 1868.
Dopo la morte di suo padre Jorge Manuel lasciò la pittura per dedicarsi all'architettura. Seguì pertanto la scuola di Francisco Herrera il Vecchio assieme a Nicolas de Vergara il giovane e a Juan Bautista Monegro. Dal 1612 al 1618 partecipò alla costruzione del Municipio di Toledo.

Nel 1625 ottenne la nomina di maestro scultore e architetto della Cattedrale di Toledo, per la quale lavorò alla costruzione della cappella Ochavo e della cupola della cappella "Mozarabe" di Enrique Egas.
Jorge Manuel Theotocópuli morì quasi in miseria, e i suoi ultimi beni furono acquisiti dall'Hospital de Tavera con il quale aveva un contenzioso. Aveva solo 53 anni. Lo stile di Jorge Manuel riprende molti elementi compositivi, formali e cromatici propri di suo padre, accentuandone gli effetti. Le forme sono ancora più allungate. Il disegno è poco scorrevole e racchiuso. I colori sono poveri e molto scuri. Pare che Jorge Manuel abbia terminato certi quadri di suo padre, come il Laocoonte, piuttosto che averlo venduto quando, nell'inventario dell'atelier, era stato dichiarato "incompiuto".
L'atelier di El Greco restò dunque attivo dopo la morte dell'artista, sotto la giurisdizione di Jorge Manuel e senza dubbio anche dopo la morte di quest'ultimo.

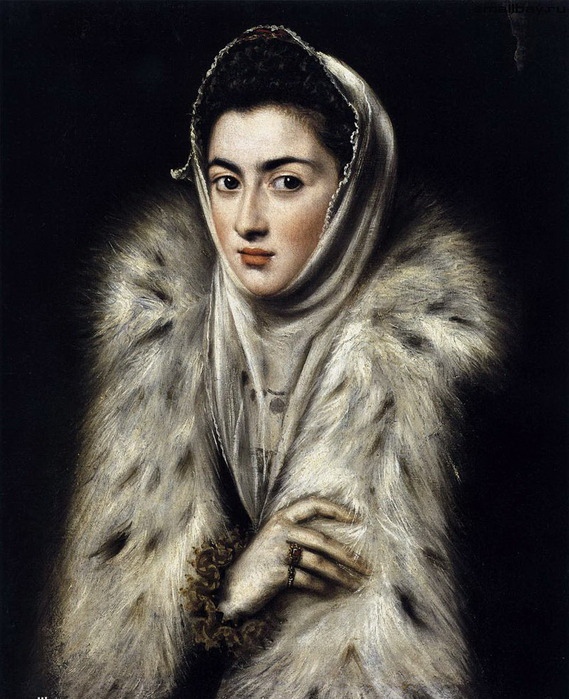
“Ritratto di Jeronima de las Cuevas”, madre di Jorge Manuel

## Opere attribuite a Jorge Manuel

### Pittura
- Pala d'altare di Titulcia
- La famiglia di Jorge Manuel - circa 1620 - olio su tela - Museo San Fernando - Madrid
- L'Expolio - circa il 1606, rifacimento dell'opera di El Greco - Museo del Prado - (firmato Je Manuel Theotocopuli)
- La sepoltura del conte d'Orgaz - Copia della parte inferiore della tela di El Greco - Museo du Prado - Attribuita a Jorge Manuel
- Pala d'altare di Illescas, dipinta in collaborazione con suo padre

### Architettura
- Municipio di Toledo
- Cappella Ochavo della Cattedrale di Toledo
- Cupola della Cappella Mozarabe della Cattedrale di Toledo

## Opere di El Greco attribuite a lui e agli artisti del suo atelier
- Il santo volto -1586-1595 - olio su tela - Museo del Prado
- Il santo volto -1577-1580 - olio su tela - Collezione privata
- Il Salvatore - 1605-1610 - olio su tela - Casa Museo di El Greco - Toledo
- Il Salvatore - 1608-1614 - olio su tela - Museo del Prado
- Il Salvatore - 1608-1614 - olio su tela - Museo del Prado
- Il Salvatore - 1608-1614 - olio su tela - Museo di belle arti - Cáceres
- Il Salvatore - 1600 - olio su tela – Galleria Parmeggiani - Reggio Emilia
- L'incoronazione della Vergine - 1591-1592 – olio su tela - Museo del Prado (firmato)
- L'incoronazione della Vergine - 1591-1592 – olio su tela - Monastero di Guadalupe
- Ritratto della Vergine – 1595-1600 - olio su tela - Museo del Prado (firmato)
- Ritratto della Vergine – 1595-1600 - olio su tela - Museo di Strasburgo (firmato)
- Mater Dolorosa – 1610-1614 - olio su tela - Staatliche Museum - Berlino
- La Pentecoste - 1597-1600 - olio su tela - Museo del Prado (firmato)
- La Pentecoste – circa 1620 - olio su tela - Collezione privata
- S. Francesco e Frate Leone meditano sulla morte - 1600-1614 - olio su tela - Museo del Prado (firmato da El Greco)
- S. Francesco e Frate Leone meditano sulla morte - 1600-1614 - olio su tela - National Gallery - Ottawa
- S. Francesco e Frate Leone meditano sulla morte - 1650- olio su tela - Museo del Louvre - Parigi
- Cristo porta la Croce - 1605 - olio su tela - El Bonillo - Albacete
- S. Gerolamo penitente - 1605 - olio su tela - Museo del Prado
- S. Giovanni Battista e S. Giovanni evangelista - 1610 – olio su tela – Museo del Prado
- S. Giovanni evangelista - 1620 – olio su tela – Museo Cerralbo - Madrid
- S. Giovanni Battista - 1605 - olio su tela – Museo di belle arti - Valencia
- S. Giovanni Battista - 1600 - olio su tela – De Young Memorial Museum - San Francisco
- S. Giovanni evangelista - 1605 – olio su tela – Museo del Prado
- S. Giovanni evangelista - 1605-1610 – olio su tela – Casa di El Greco – Toledo
- S. Giovanni evangelista - 1610 – olio su tela – Cattedrale di Toledo
- S. Giovanni evangelista - 1614 – olio su tela – Collezione privata - New York
- S. Andrea -1614 - olio su tela – County Museum - Los Angeles
- S. Luca - 1614 - olio su tela – Museum of Art - Indianapolis
- S. Matteo - 1614 - olio su tela – Museum of Art - Indianapolis
- S. Simone - 1614 - olio su tela – Museum of Art - Indianapolis
- S. Giacomo – 1608-1614 - olio su tela – Museo del Prado
- S. Giacomo – 1610 - olio su tela – Cattedrale di Toledo
- Santiago il minore – 1610 - olio su tela – Casa di El Greco- Toledo
- Santiago il minore – 1610 - olio su tela – Collezione Privata - Chicago
- Santiago il minore – 1614 - olio su tela – Oxford
- S. Paolo - 1614 - olio su tela – Museo del Prado
- S. Paolo - 1614 - olio su tela – Cattedrale di Toledo
- S. Paolo – 1610 - olio su tela – Casa di El Greco- Toledo
- S. Paolo - 1610 - olio su tela – Museo di belle arti - Oviedo
- Battesimo di Cristo - Pala d'altare di Tavera - Ospedale di Tavera

## Galleria d'immagini

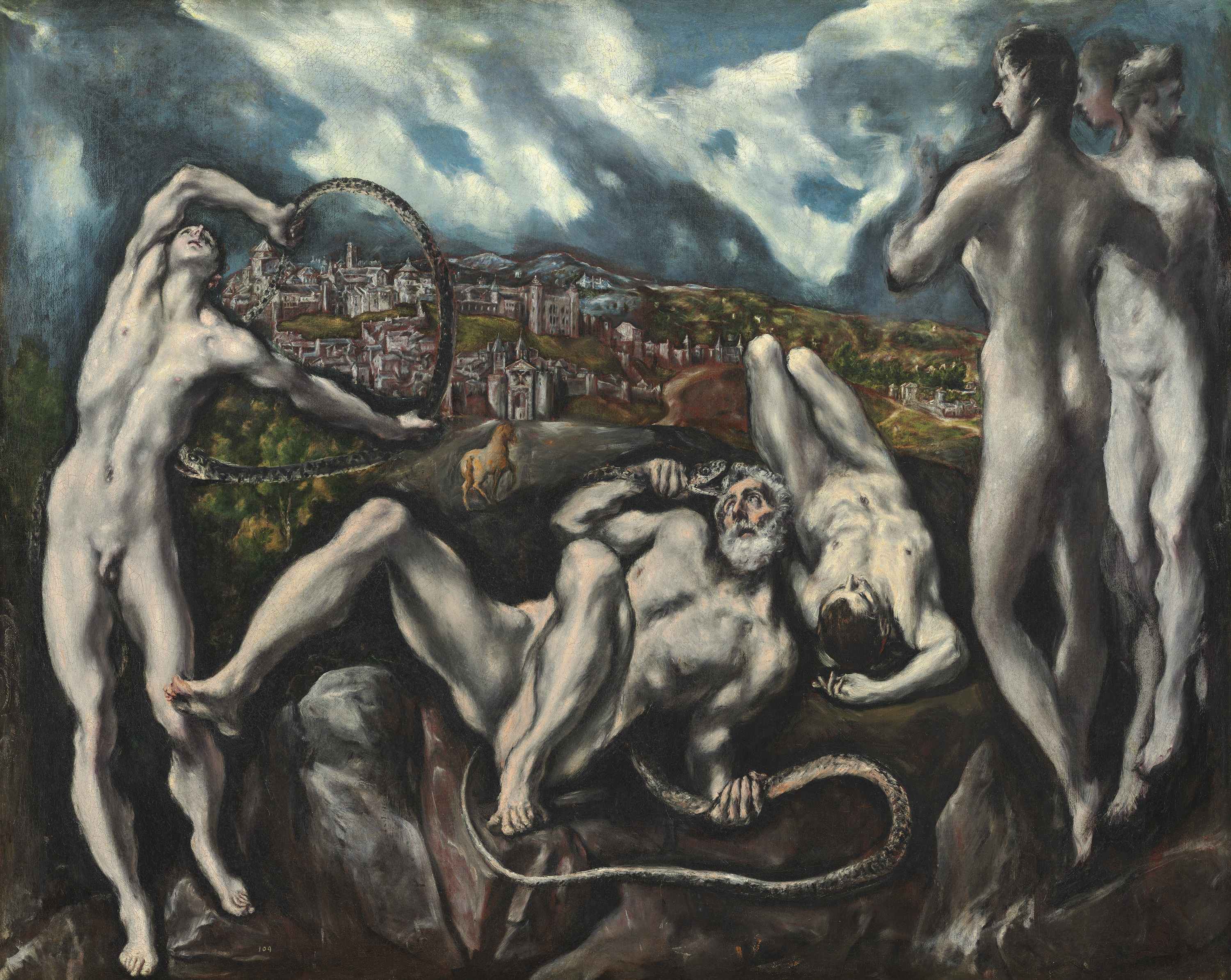
Laocoonte
Santissimi Pietro e Paolo[5]
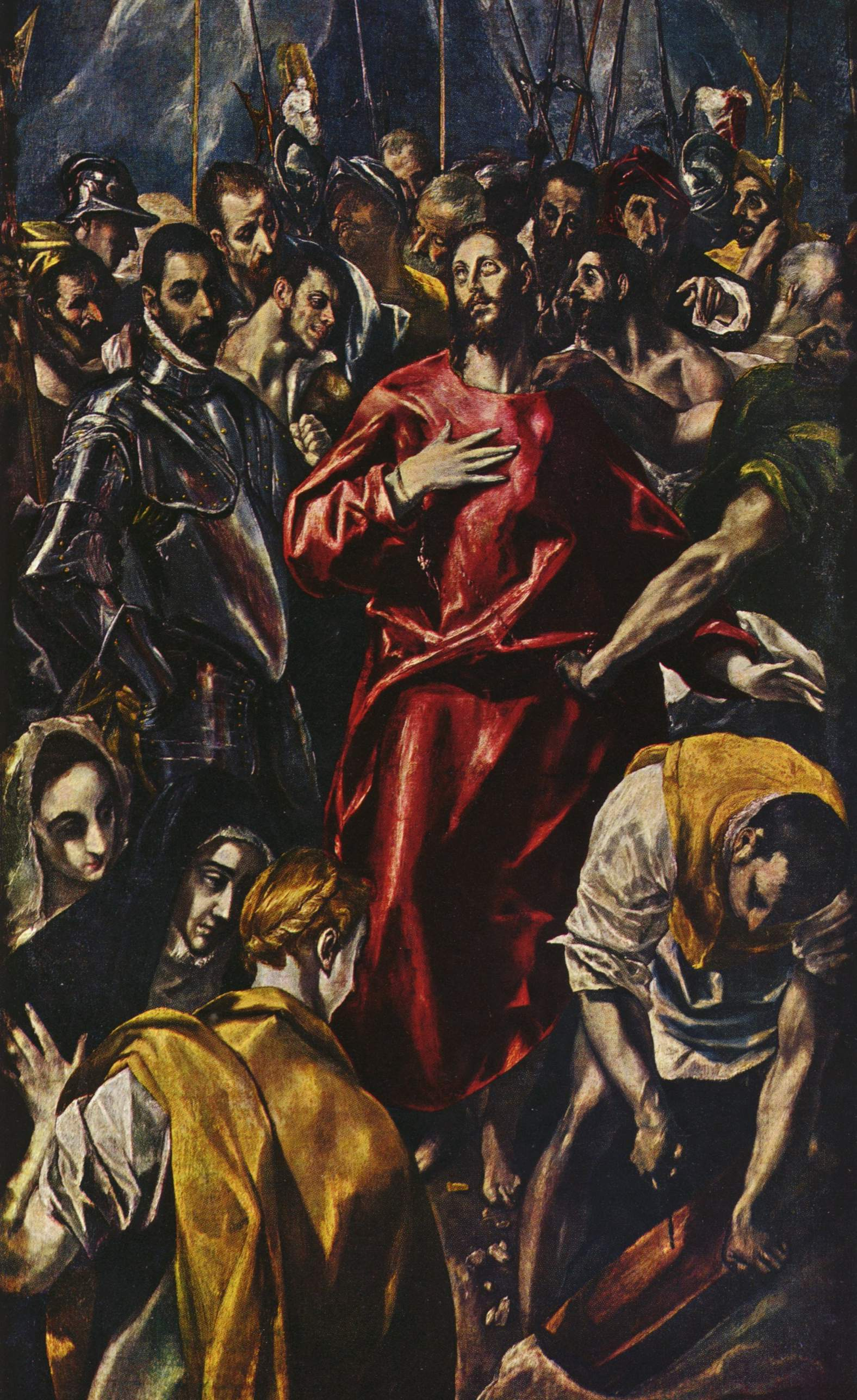
Expolio
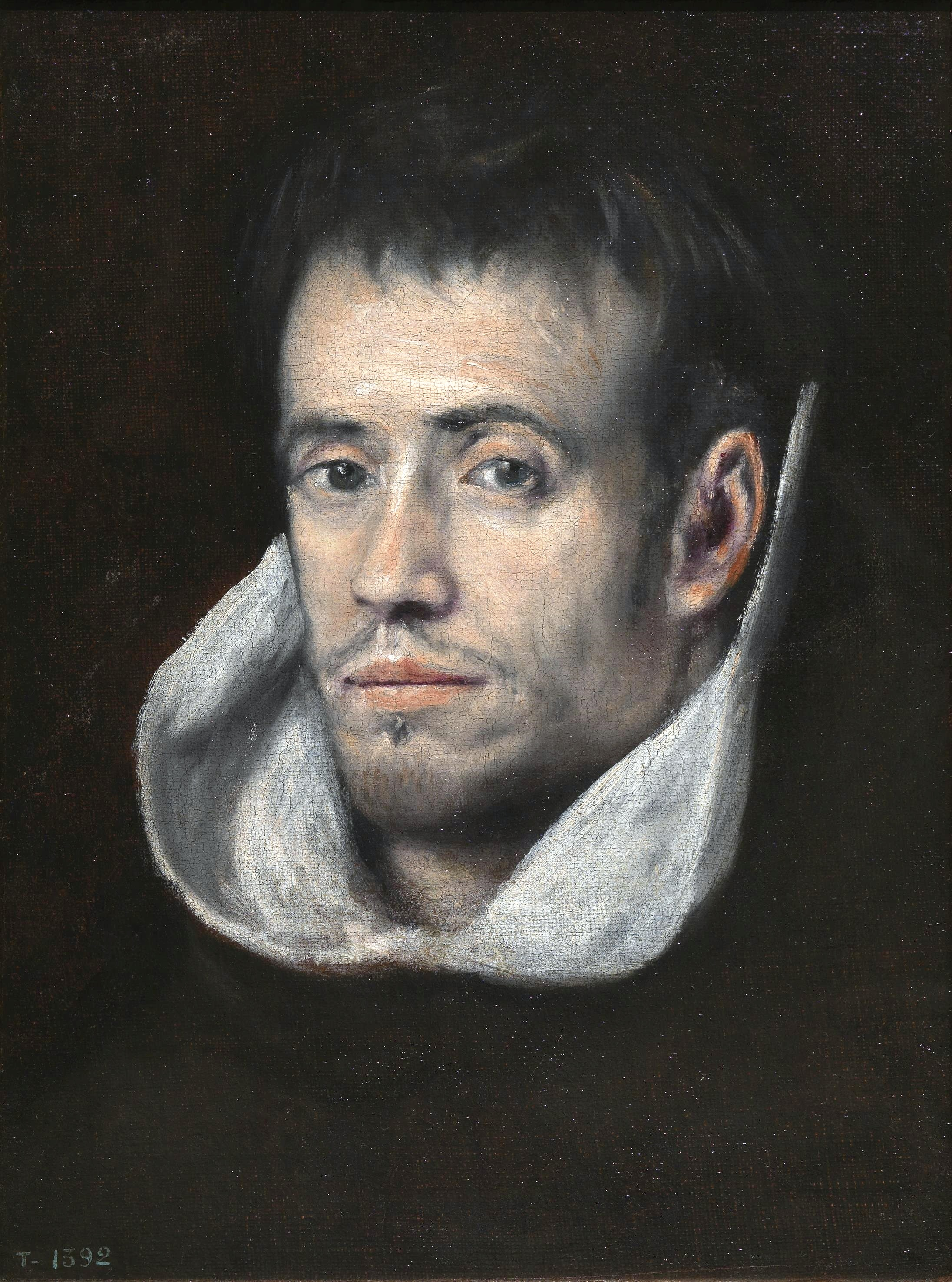
Ritratto di Domenicano
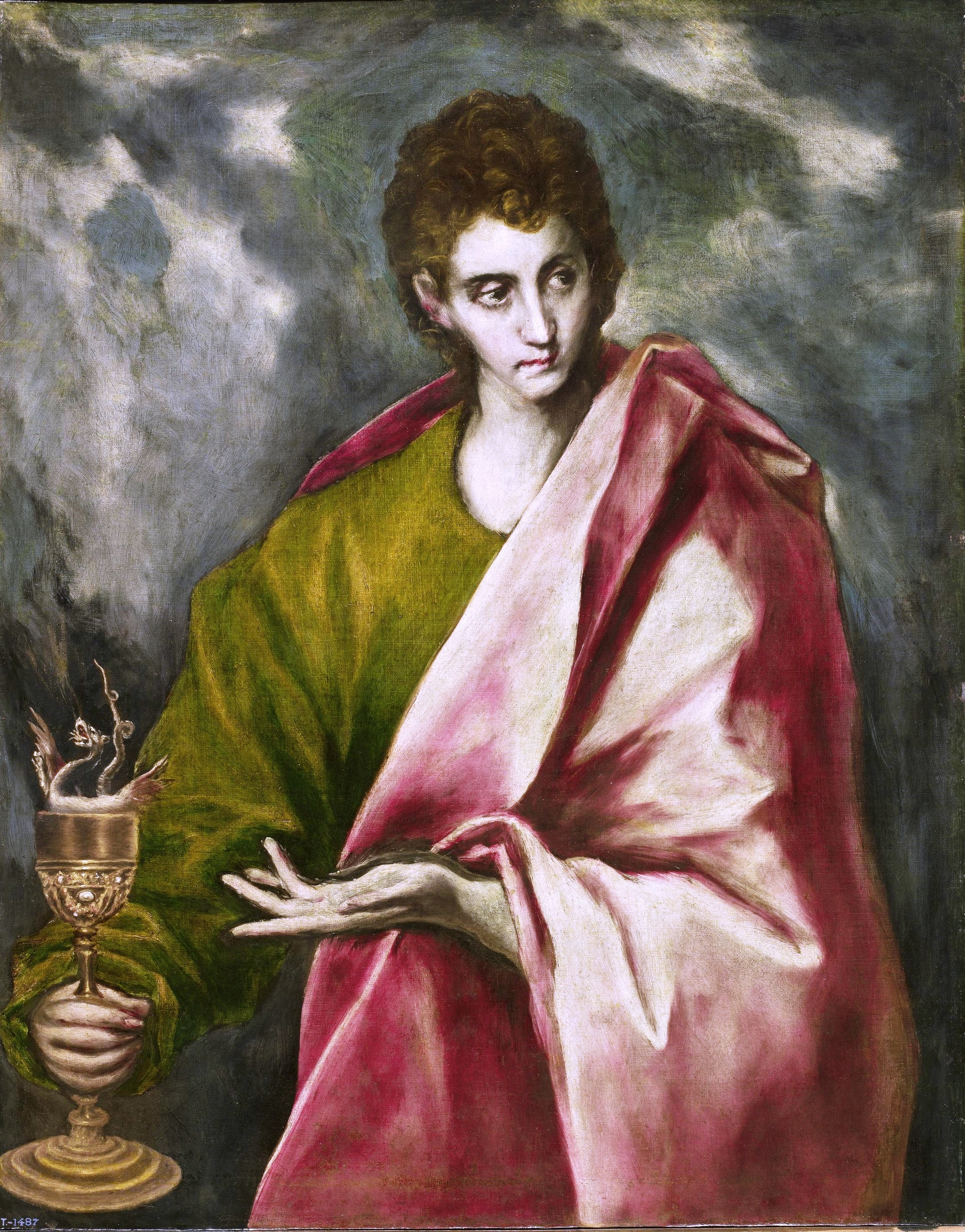
San Giovanni l’Evangelista